# Otto Huber
Otto Huber (Merano, 27 maggio 1901 – Garet el Adesi, 17 novembre 1929) è stato un militare e aviatore italiano, decorato con la medaglia d'oro al valor militare alla memoria nel corso della Riconquista della Cirenaica.

## Biografia

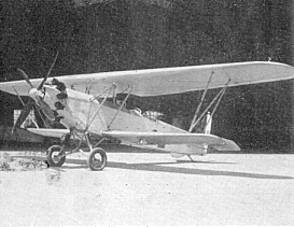
Un aereo da ricognizione e attacco IMAM Ro.1.

Nacque a Merano nel 1901, figlio di Karl e Basilia Gstrein. Tra il 1915 e il 1918 frequentò i corsi presso l'Istituto commerciale di Merano, allora parte del territorio dell'Impero austro-ungarico, e dopo la fine della prima guerra mondiale, divenuto cittadino italiano, esercitò per qualche anno il mestiere di commerciante. Nel settembre 1922 fu chiamato a svolgere il servizio militare di leva nel Regio Esercito, iniziando a frequentare la Scuola aviatori di Capua, conseguendo il brevetto di pilota di 2° grado. Nel gennaio 1924 entrò in servizio presso il Centro aeroplani da ricognizione di Parma della Regia Aeronautica, venendo promosso sergente e conseguendo il brevetto di pilota militare su velivolo Ansaldo S.V.A. il 1 luglio. Qualche settimana dopo fu assegnato in servizio presso il al comando all'Aeronautica della Cirenaica. Si distinse particolarmente nel corso della operazioni belliche per la riconquista della Cirenaica, venendo decorato di Medaglia di bronzo al valor militare per gli attacchi a bassa quota compiuti contro formazioni ribelli dal dicembre 1924 al luglio 1925, e di due encomi solenni, uno nel dicembre 1924 e uno nel gennaio 1926. Partecipò a 150 voli di ricognizione sul Gebel centrale dal maggio all'ottobre 1926, venendo insignito di una seconda Medaglia di bronzo, successivamente commutata in una Medaglia d'argento al valor militare, e promosso sergente maggiore nel mese di agosto. Ritornato in Italia nell'ottobre 1926 divenne Istruttore professionale presso lo Stormo scuole. Assegnato al Reparto Alta Velocità di Desenzano del Garda, nel dicembre 1928 fu promosso maresciallo di 3ª classe e, dietro sua domanda, ritornò in servizio presso l'aviazione della Cirenaica.
Il giorno 11 novembre 1929 decollò ai comandi di un ricognitore IMAM Ro.1 della 26ª Squadriglia dell'Aeroporto di Benina, con a bordo il tenente osservatore Giuseppe Beati, per partecipare ad una azione di bombardamento, richiesta dal comando Truppe della Cirenaica sul door di Omar al-Mukhtar. Raggiunta la verticale di Heleighima fu avvistato un grosso accampamento situato a nord di Caf Telem, e iniziò il bombardamento, aiutato dall'osservatore portando l'aereo a bassa quota al fine di colpire meglio gli obiettivi. Il tiro di fucileria avversario colpì il velivolo in punti vitali e fu costretto ad eseguire un atterraggio di fortuna. Rimasto ferito, ben presto il relitto fu accerchiato dagli arabi, ed egli aprì il fuoco con il moschetto mentre Beati con la mitragliatrice. Catturato dal nemici, insieme all'osservatore, fu fatto prigioniero. Il 17 novembre, nel corso del combattimento di Uadi Mahaggia, i due scorsero un gruppo di autoblindo dell'esercito che inseguivano i ribelli in ritirata e Beati tentò subito di scappare, mentre lui, impossibilitato a fuggire, su diretto ordine di Omar al-Mukhtar fu ucciso sul posto. Con Regio Decreto 3 luglio 1930 fu decretata la concessione della Medaglia d'oro al valor militare alla memoria. Una caserma di Bolzano ha portato il suo nome e gli è stata intitolata la Otto-Huber-Straße / Via Otto Huber nella sua città natale.

### Annotazioni
1. ↑  Suo padre ricoprì a lungo la carica di vicesindaco di Merano.

### Fonti
1. ↑  Alpenzeitung del 30 marzo 1930, pag. 1: «Die silberne Tapferkeitsmedaille für den gefallenen Piloten Otto Huber»
2. 1 2 3  Ufficio Storico Stato Maggiore dell'Aeronautica 1969, p. 31.
3. 1 2 3 4 5 6 7 8 9 10 11  Combattenti Liberazione.
4. 1 2 3  Mancini 1936, p. 335.
5. ↑   Quirinale - scheda - visto 23 dicembre 2020
6. ↑  Bollettino Ufficiale 1930, dispensa 32ª, pag. 562.